# Slappy
Slappy volt a címe a Green Day második középlemezének. A lemezen hallható a "Why Do You Want Him?" című dal, ez volt Billie Joe Armstrong első saját írású dala, melyet még tizennégy éves kora előtt írt.

## Dalok

### A oldal
1. "Paper Lanterns" – 2:23
2. "Why Do You Want Him?" – 2:30

### B oldal
1. "409 in Your Coffeemaker" – 2:51
2. "Knowledge" (Jesse Michaels) – 2:18